# Bert Jacobs
Pour les articles homonymes, voir Jacobs.
Bert Jacobs, né le 2 mars 1941 à Zandvoort et mort le 14 novembre 1999 à Haarlem, était un ancien footballeur et entraîneur néerlandais. 

### Carrière d'entraîneur

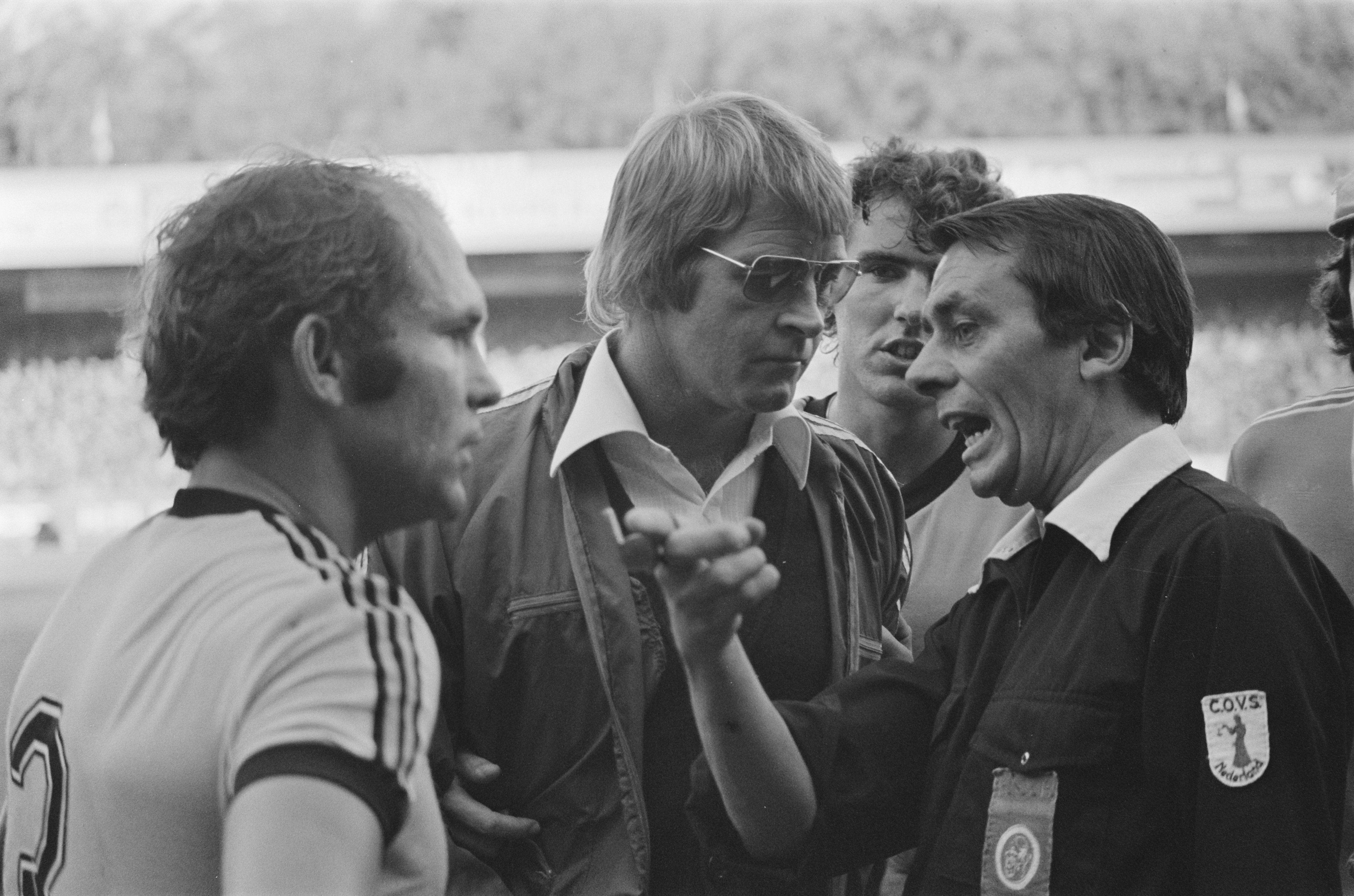
Bert Jacobs (au milieu) l'entraîneur du Roda JC et Siem Wellinga (à droite).

## Biographie

### Mort
En 1998, il est de nouveau affecté par le cancer. Le 14 novembre 1999, il est décède à l'âge de 58 ans.